# Dun-sur-Meuse
Dun-sur-Meuse là một xã trong vùng Grand Est, thuộc tỉnh Meuse, quận Verdun, tổng Dun-sur-Meuse. Tọa độ địa lý của xã là 49° 23' vĩ độ bắc, 05° 11' kinh độ đông. Dun-sur-Meuse có điểm thấp nhất là 170 m mét và điểm cao nhất là 282 m mét. Xã có diện tích 6,41 km², dân số vào thời điểm 1999 là 752 người; mật độ dân số là 117 người/km².

## Thông tin nhân khẩu
| 1962 | 1968 | 1975 | 1982 | 1990 | 1999 |
| ---- | ---- | ---- | ---- | ---- | ---- |
| 717  | 700  | 782  | 747  | 806  | 752  |

## Nhân vật nổi tiếng
- Jean Ipoustéguy (1920–2006), nghệ nhân và là nhà điêu khắc.